# Ермал Краснічі
Ермал Краснічі (алб. Ermal Krasniqi; нар. 7 вересня 1998, Малішево, СР Югославія) — косовський футболіст, півзахисник чеського клубу «Спарта» (Прага) та національної збірної Косова.

## Клубна кар'єра
Вихованець футбольного клубу «Феронікелі». На дорослому рівні дебютував у складі «Малішево», який на той момент виступав у другому дивізіоні. Влітку 2018 перейшов до команди «Ллапі», а через брак ігрового часу в січні 2019 року перейшов до «Ферізай».
7 серпня 2019 року Ермал підписав дворічний контракт з клубом «Балкані». У складі якого в сезоні 2021–22 став чемпіоном Косова. 5 липня 2022 року дебютував у європейських змаганнях, вийшовши в стартовому складі в домашньому матчі проти «Жальгіріса» у першому кваліфікаційному раунді Ліги чемпіонів, гра завершилась внічию 1–1.
10 січня 2023 року Краснічі підписав трирічну угоду з румунським клубом ЧФР. Дебютував у переможному матчі 3–0 проти «Фарула», в активі косовара забитий гол та результативна передача. Через зміну головного тренера команди, замість Дану Петреску команду очолив Андреа Мандорліні, Ермал змушений був покинути клуб.
28 грудня 2023 року Ермал підписав дворічну угоду з іншим румунським клубом «Рапід» (Бухарест).
9 березня 2024 півзахисник забив гол і асистував своєму співвітчизнику Альбіону Рахмані в останньому матчі регулярного чемпіонату, в якому «Рапід» розгромив ФКСБ з рахунком 4–0. 20 квітня він ще раз відзначився у воротах ФКСБ, цього разу на виїзді гра завершилась внічию 2–2. 5 травня він відкрив рахунок проти своєї колишньої команди ЧФР у грі, яка завершилась перемогою останньої з рахунком 2–3.
7 червня 2024 Ермал підписав контракт із клубом першої ліги Чехії «Спарта» (Прага).

## Збірні
29 серпня 2020 року Ермал отримав виклик від молодіжної збірної Косово на матч кваліфікації чемпіонату Європи 2021 проти Англії. Він вийшов на заміну на 57-й хвилині, а матч завершився розгромом косоварів з рахунком 0–6.
11 листопада 2022 року Краснічі був викликаний до національної збірної Косова на товариські матчі проти Вірменії та Фарерських островів. Дебютував через вісім днів в матчі проти Фарерських островів, гра завершилась внічию 1–1.
Після його дебюту за Косово з'явилися повідомлення про те, що Краснічі збирається прийняти пропозицію виступати за збірну Албанії. Проте 19 червня 2023 року він дебютував в офіційному матчі за Косово в програному матчі 1–2 збірній Білорусі у кваліфікації до Євро-2024.
12 жовтня 2024 забив свій перший гол за збірну Косово в матчі Ліги націй УЄФА проти збірної Литви, гра завершилася перемогою гостей з рахунком 2–1.

## Досягнення
«Балкані»
- Чемпіон Косова: 2021–22
- Кубок Косова фіналіст: 2019–20